# Charles Bernhard
Pour les articles homonymes, voir Bernhard.
Charles Bernhard est un auteur alsacien né le 24 octobre 1815 à Strasbourg - mort le 31 juillet 1864 également à Strasbourg.
Charles Bernhard était typographe de métier, il participa à plusieurs campagnes avec les chasseurs d'Afrique, avant de rentrer à Strasbourg et de s'y marier.
De 1860 à 1862, il fut éditeur d'un hebdomadaire satirique Hans im Schnokeloch.

## Œuvres
- Steckelsburgers Reise nach London 1842.  Le mariage tourmenté des deux filles du marchand d'épice aura-t-il lieu ? Et avec qui ? Le beau capitaine de Saint Amour, L'étudiant de Cassel, qui les font rêver ? Le prédicateur souabe ou le contrôleur des douanes juif auxquels leur père les destine ? Ou bien aux jeunes artisans alsaciens, reconnus dans leurs corporations qui voudraient les épouser ? Tout dépendra d'un héritage à Londres...
- Erinnerungsblätter aus Algerien 1848
- Strossburger Wibble 1856
- Erinnerungen aus dem Soldatenleben 1858
- Gedichtes eines Strassburgers 1860

## Référence
- Jean-Marie Gall, Le théâtre populaire alsacien au XIXe siècle, Istra, Strasbourg, 1973, 208 p.